# Aimee Kelly
Aimee Kelly (Newcastle upon Tyne, 1993. július 8. –) angol színésznő.
Legismertebb alakítása Maddy Smith 2012–2013 között a Wolfblood című sorozatban. Az alakításáért jelölték a legjobb gyermekszínésznek a BAFTA díjátadon. A Sket című filmben is szerepelt.

## Pályafutása
Első filmes szerepe a Sket című filmben volt. 2012 és 2013 között a Wolfblood című sorozatban szerepelt, de két évad után kiszállt egyetemi tanulmányai miatt.

## Filmográfia

### Film
| Év   | Magyar cím                         | Eredeti cím                               | Szerep | Magyar hang |
| ---- | ---------------------------------- | ----------------------------------------- | ------ | ----------- |
| 2020 |                                    | The Duke                                  | Irene  |             |
| 2019 | David Copperfield rendkívüli élete | The Personal History of David Copperfield | Emily  |             |
| 2018 |                                    | Network Rail - Always On                  | Ally   |             |
| 2011 | Kamaszok kalamajkái Krétán         | The Inbetweeners Movie                    | lány   |             |
| 2011 |                                    | Sket                                      | Kayla  |             |

### Televízió
| Év        | Magyar cím      | Eredeti cím            | Szerep        | Megjegyzések                           |
| --------- | --------------- | ---------------------- | ------------- | -------------------------------------- |
| 2017      |                 | Holby City             | Primrose Budd | 1 epizód: Kingdom Come                 |
| 2017      |                 | Doctors                | Carly O'Brien | 1 epizód: Late                         |
| 2014      | Hívják a bábát! | Call the Midwife       | Norma         | 1 epizód: 3.8                          |
| 2013      |                 | Bringing Books to Life | narrátor      | 1 epizód: My Naughty Little Sister     |
| 2012–2013 | Wolfblood       | Wolfblood              | Maddy Smith   | főszereplő magyar hangja Pekár Adrienn |
| 2012      |                 | Friday Download        | önmaga        | 1 epizód: 4.1                          |
| 2012      |                 | Newsround              | önmaga        | 1 epizód                               |
| 2012      |                 | Playhouse Presents     | Sammy         | 1 epizód: Care                         |
| 2006      |                 | Raven                  | Melka harcos  | 1 epizód: 6.4                          |